# Azulejo frío
Azulejo frío es el segundo álbum que publicó la banda de rock Txarrena en 2011.
Este trabajo tuvo una separación de 19 años del álbum anterior. Menos de un mes después de su publicación, entró directamente al puesto número 14 de la lista de ventas.
Según Enrique Villareal, fundador y líder de la banda «"Azulejo frío" es un disco vitalista que "trata sobre la noche" en sus dos versiones; por un lado, la "físicamente vivida" y, por otro, "la del insomnio"».

## Lista de canciones
1. Salvaje mirar
2. Así
3. Todos los gatos
4. El fuego de la tarde
5. Con tu piel
6. En otros rincones
7. Todo lo enamora
8. Azulejo frío
9. Ella no para
10. Estos clavos
11. Dime cómo besas
12. Quiero que
13. Algunas cosas por terminar
14. Pelea de barro
15. Otro corazón